# 소수 민족의 깃발 목록
소수 민족의 깃발 목록에서는 인류 역사상 현재 전 세계에 존재하는 소수 민족을 나타내는 깃발을 기술하였습니다.

## 아시아

쿠르드인의 기
크메르 크롬의 기
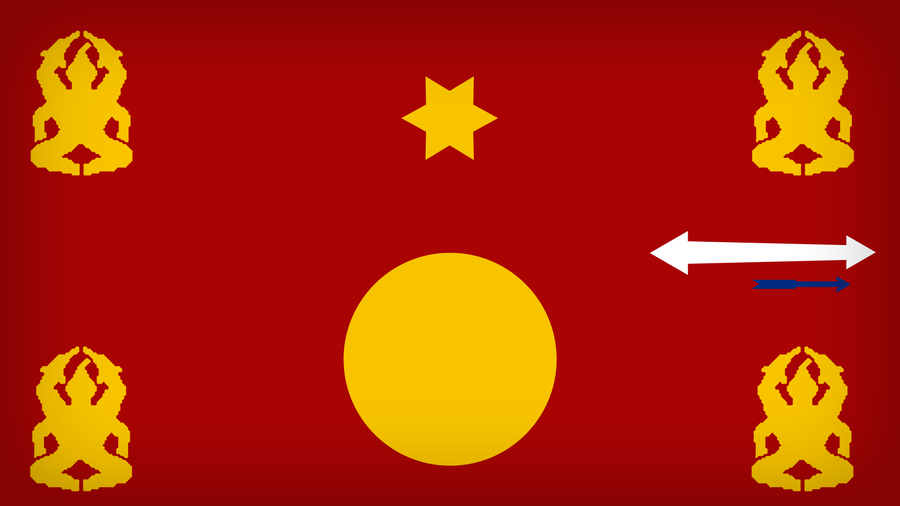
몽족의 기
아시리아인의 기
아시리아인의 기
로힝야족의 기
모로족의 기
모로족의 기
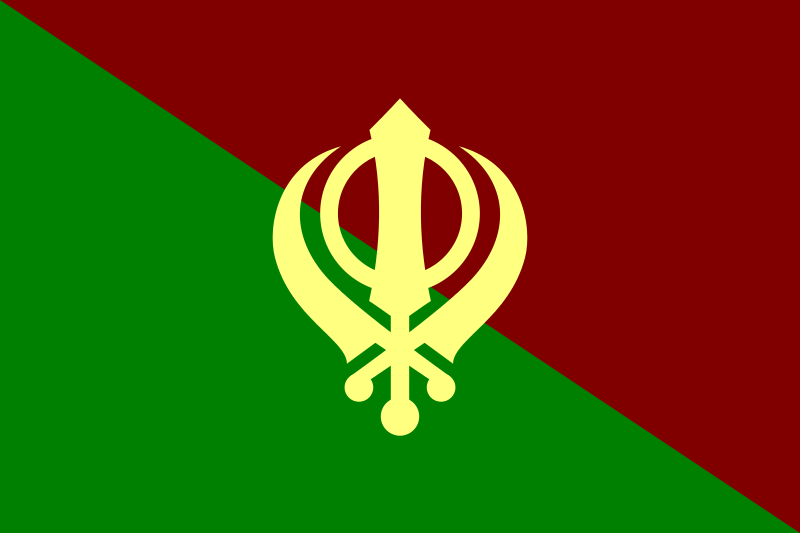
펀자브인의 기
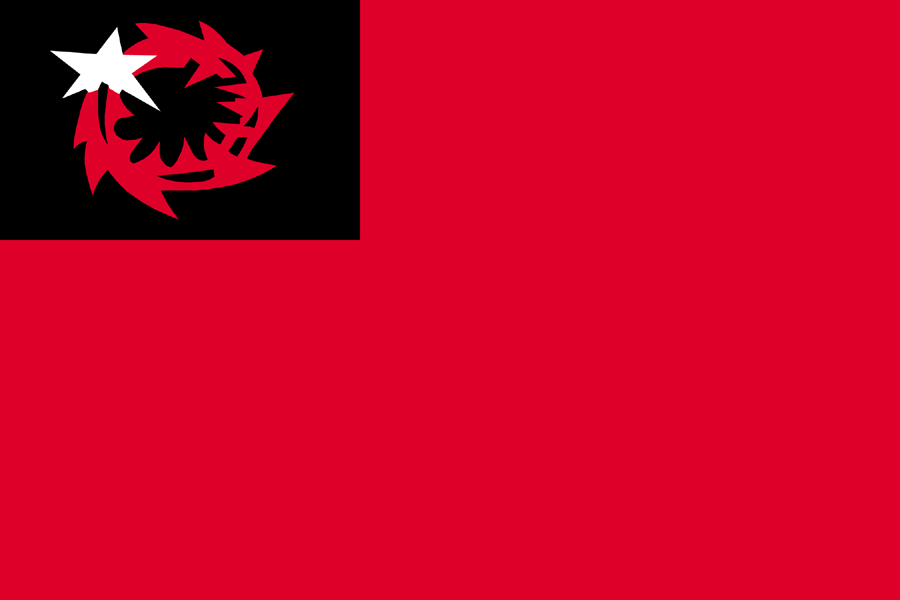
부라쿠민의 기
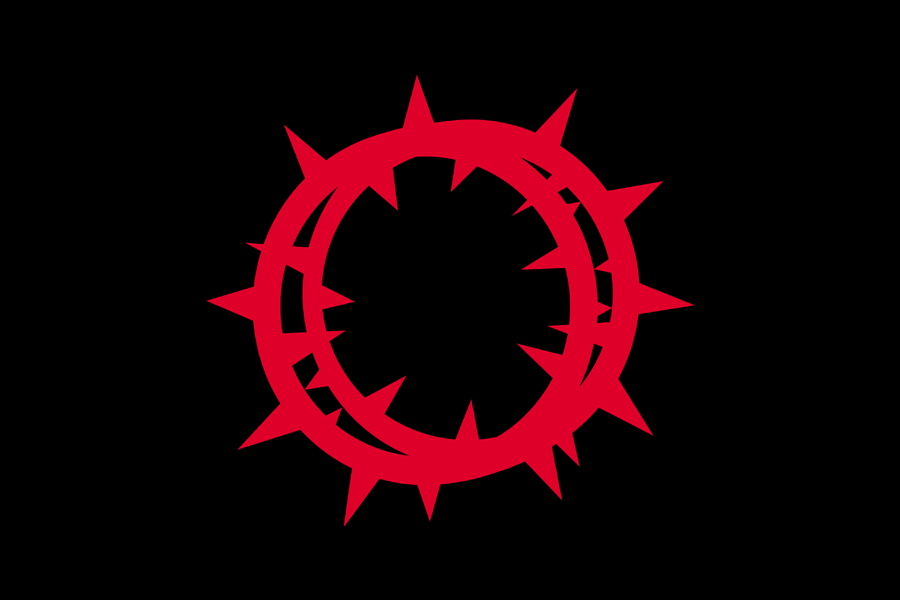
부라쿠민의 기
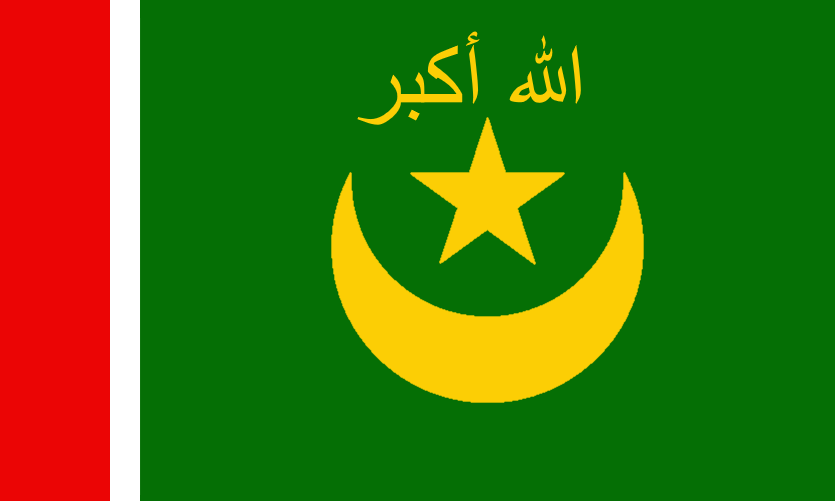
로힝야족의 기
와족의 기
타밀족의 기
타밀족의 기
카렌족의 기
샨족의 기
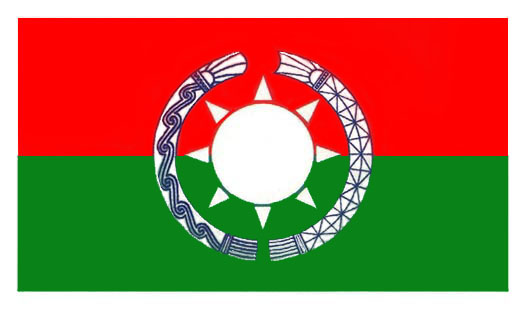
카친족의 기
카친족의 기
아라칸족의 기
류큐 민족의 기
류큐 민족의 기
마라타족의 기
참족의 기
아체족의 기
술루 제도의 기
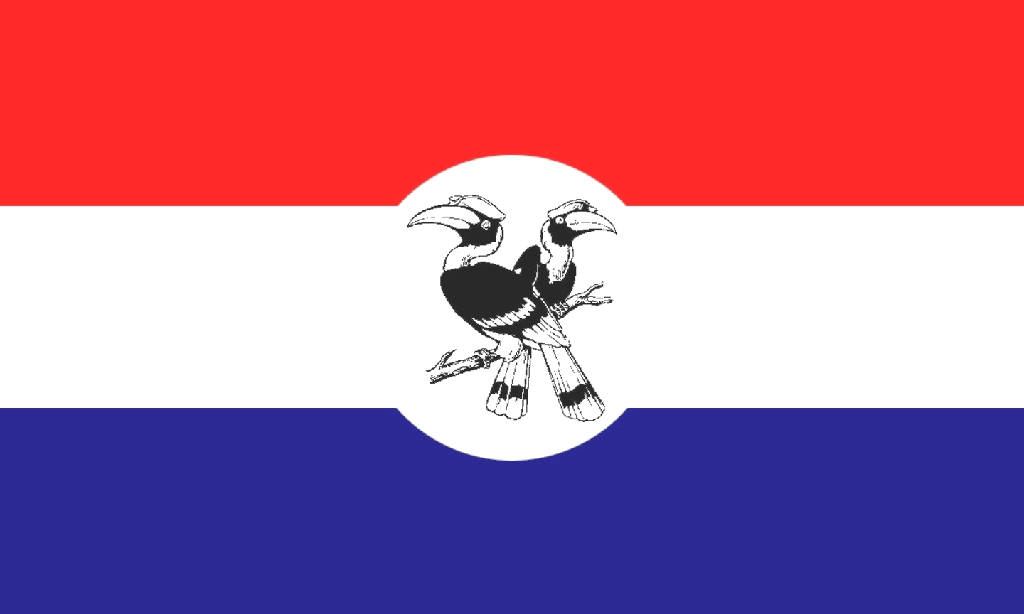
친족의 기
친족의 기
나가족의 기
이라크 튀르크족의 기
페르시아인의 기
벵골인의 기
예벤키족의 기
사카인의 기
말레이족의 기
라후족의 기
므엉족의 기
몬족의 기
타이계 제족의 기
타갈로그족의 기
나나이족
코랴크인의 기
이란 아제르바이잔인의 기
하자라족의 기
알타이 사람들의 기
축치인의 기
차고스인의 기
방사 모로의 기
세부아노족의 기
보홀라노 족의 기
팡가시난족의 기
다약족의 기
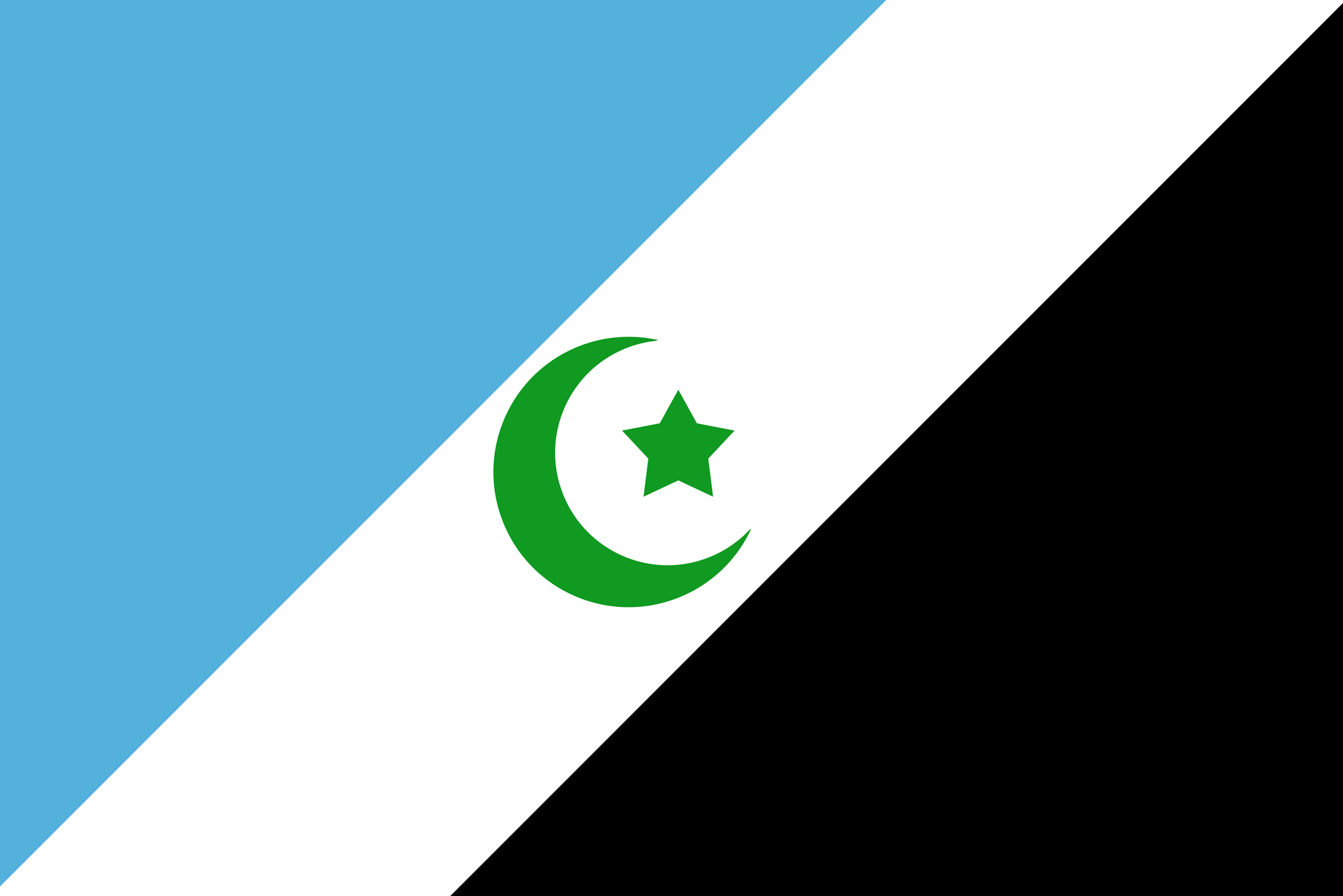
샤바크인의 기
마론파 아랍인의 기
돌간인의 기
몽골 카자흐인의 기
훈자족의 기
소요트족의 기
몰 루칸 사람들의 기
순다족의 기
하카스인의 기
재일 한국인의 기
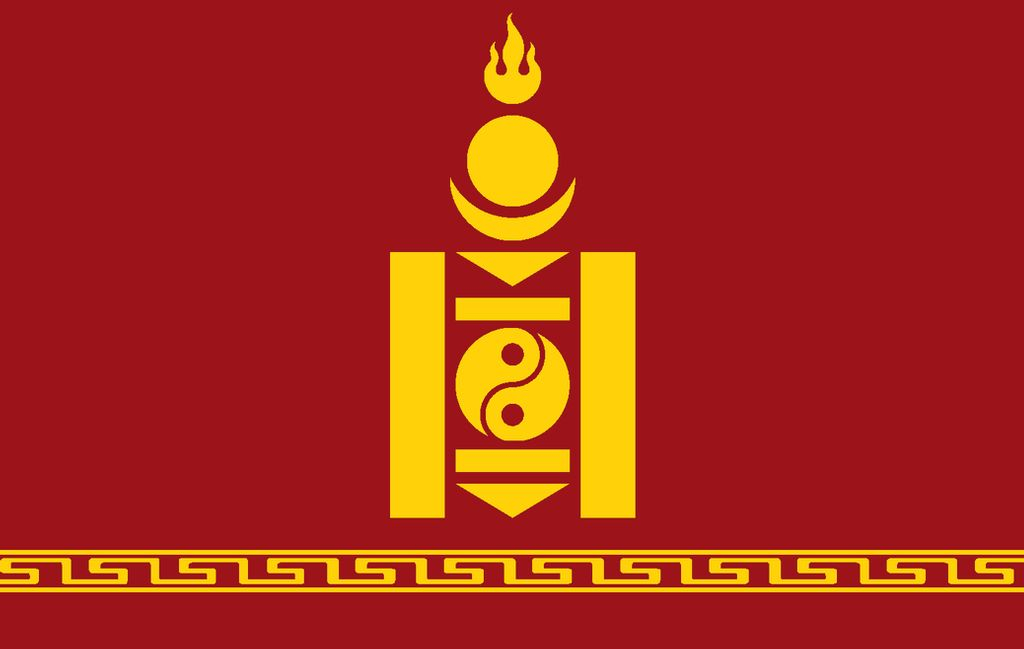
오이라트족의 기
와족의 기
만주족의 기
아이누족의 기
브라후이족의 기
윌타인의 기

## 유럽

레즈긴인의 기
레즈긴인의 기
체르케스인의 기
크림 타타르족의 기
크림 타타르족의 기
바스크인의 기
집시의 기
사미인의 기
드루즈인의 기
벱스인의 기
메스케티 튀르크인의 기
카탈루냐인의 기
노르만인의 기
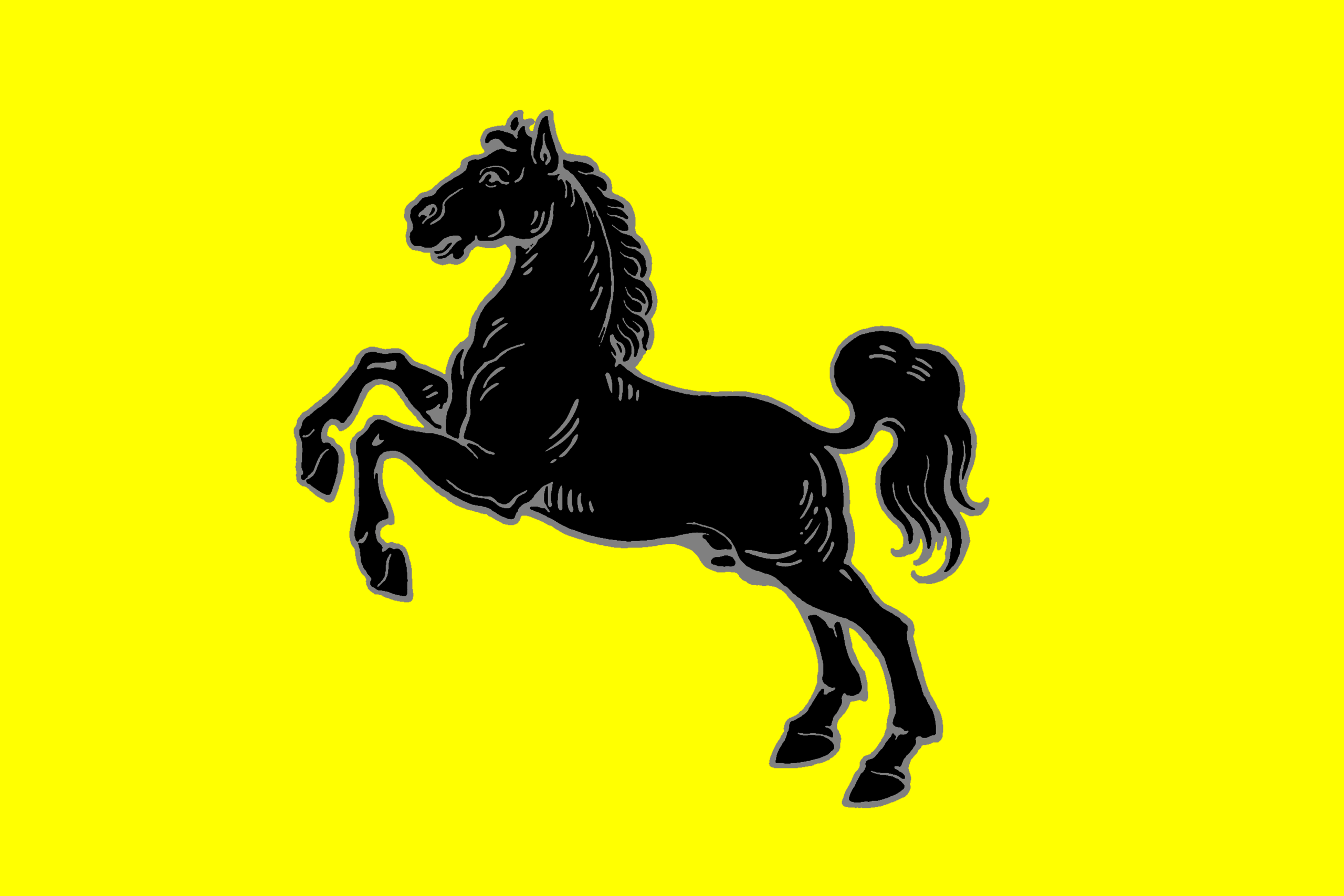
색슨인의 기
콘월인의 기
트란실바니아 헝가리인의 기
랑고바르드인의 기
볼가 독일인의 기
마리인의 기
쇼르인의 기
쿠미크인의 기
카라차이인의 기
잉그리아의 기
발트 독일인의 기
마케도니아인의 기
아바르족의 기
가가우스인의 기
리보니아인의 기
체첸인의 기
룩셈부르크인의 기
아슈케나즈 유대인의 기
스파라드 유대인의 기
세케이인의 기
카렐리야인의 기
게일인의 기
몰타인의 기
노가이인의 기
노가이인의 기
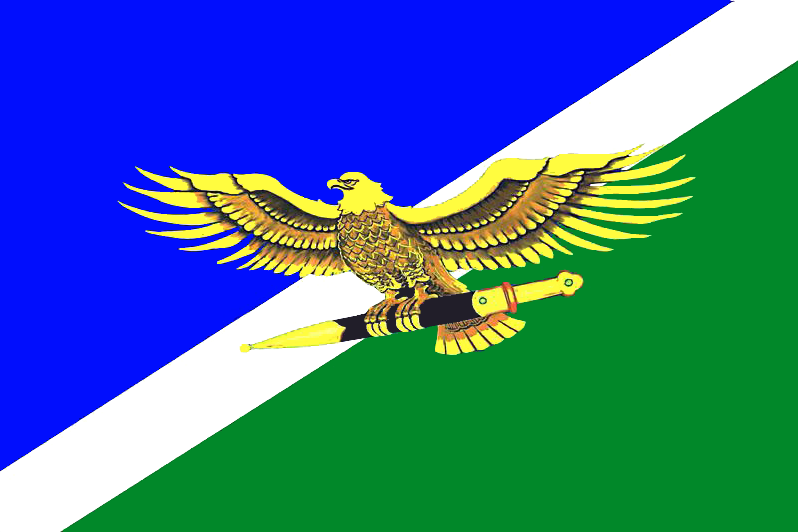
다르기인의 기
고트인의 기
돈 카자크의 기
보스니아인의 기
타타르족의 기
네덜란드인의 기
벨라루스인의 기
예니셰인의 기
탈리시족의 기
탈리시족의 기
소르브인의 기
무슬리마니의 기
네네츠 자치구의 기
세르브인의 기
크벤인의 기
유고슬라브인의 기
소련인의 기
아일랜드 유랑민의 기
만시인&한티인의 기
플람스인의 기
차머리아 알바니아인의 기
루신인의 기
유트인의 기
헝가리 집시의 기
실레시아 독일인의 기
보스니아 크로아티아인의 기
세르비아 크로아티아인의 기
라트비아 러시아인의 기
슬로바키아 헝가리인의 기
보이보디나 헝가리인의 기
보스니아 세르비아인의 기
유대인의 기
세르비아 루시인의 기
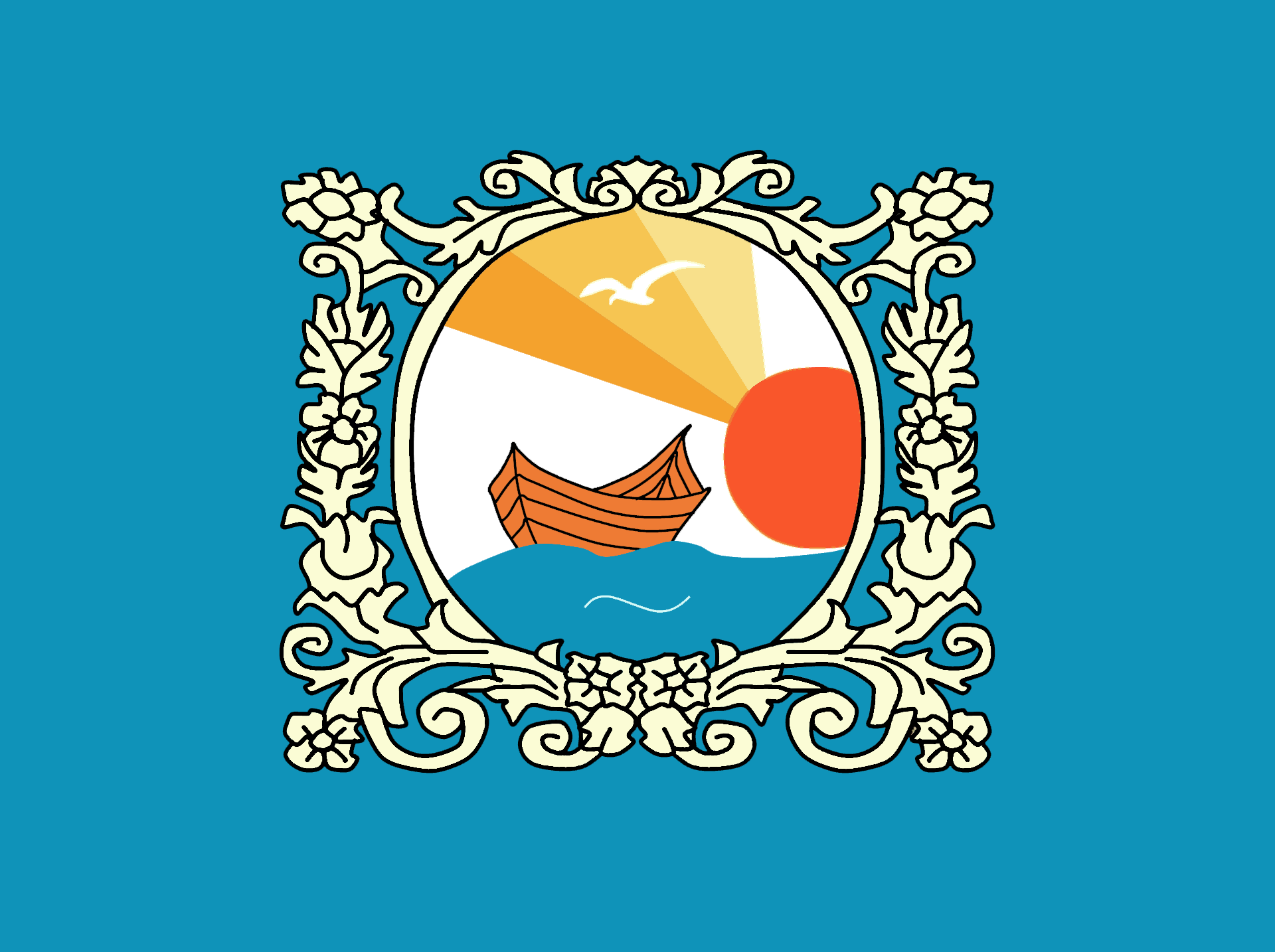
리포반 러시아인의 기
마리인의 기
무르시아인의 기

## 아프리카

베르베르인의 기
투아레그족의 기
오로모인의 기
오로모인의 기
트와족의 기
아프리카너의 기
마사이족의 기
소말리족(오가덴)의 기
암하라족의 기
하우사족의 기
줄루족의 기
메리나인의 기
콩고족의 기
아샨티족의 기
부시먼 족의 기
요루바족의 기
헤레로인의 기
키쿠유 족의 기
보어인의 기
보어인의 기
코사족의 기
간다인의 기
보어인의 기
베자족의 기
사호족의 기
시다마족의 기
케냐의 소말리인의 기
딩카인의 기
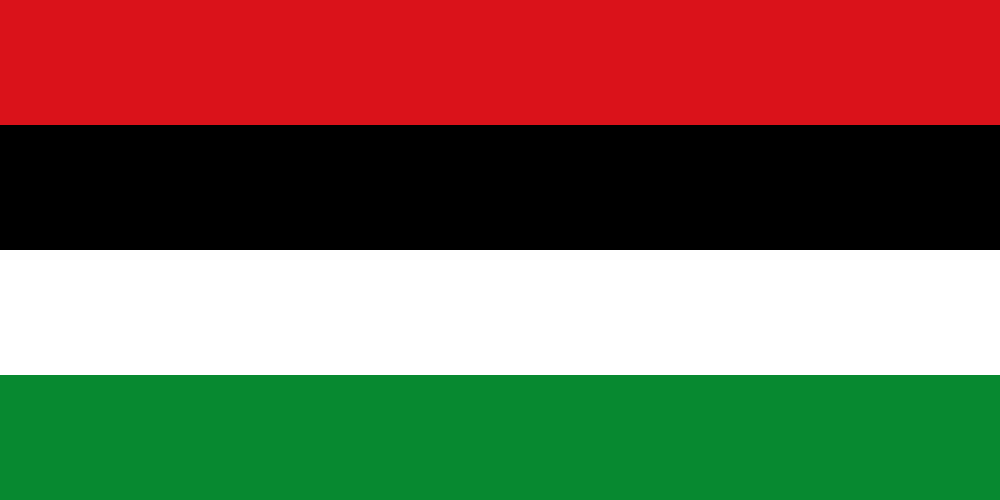
누에르인의 기
바리족의 기
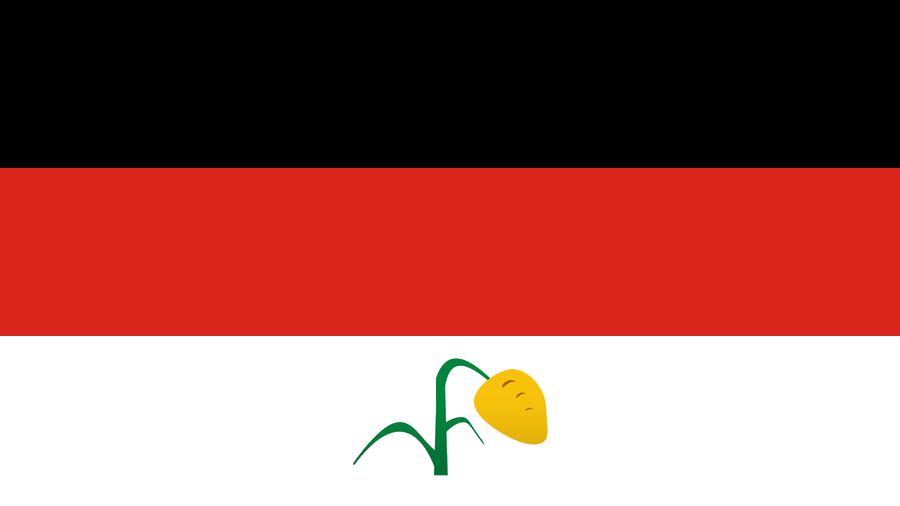
쿠나마족의 기
베테족인의 기
바포캥족

## 북아메리카

수족의 기
이로쿼이족의 기
체로키족의 기
보트피플의 기
샤이엔족의 기 (몬태나주)
촉토족의 기
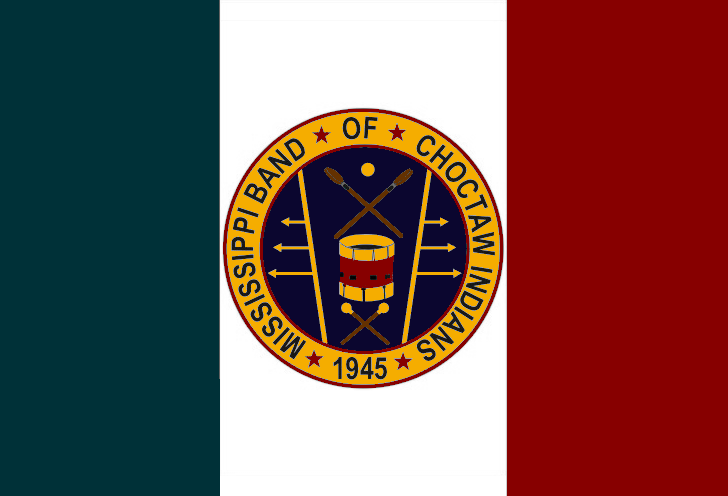
촉토족의 기 (미시시피주)
크리크족의 기
크리크족의 기
마야인의 기
세미놀족의 기
아일랜드계 미국인의 기
아프리카계 미국인의 기
프랑스계 미국인의 기
미국의 원주민의 기
가리푸나의 기
스코틀랜드계 캐나다인의 기
이누이트의 기
폭스족의 기 (아이오와주)
히스패닉의 기
알류트족의 기

## 남아메리카

마푸체족의 기
과라니족의 기
케추아족의 기
아이마라족의 기
파타고니아인의 기
미스키토족
가리푸나의 기
구나족의 기
가이아나 원주민의 기
콜롬비아 원주민의 기
무조족의 기
룰레족의 기
위치족의 기
페후엔체족의 기

## 오세아니아

모리오리인의 기
마오리족의 기
오스트레일리아 원주민의 기
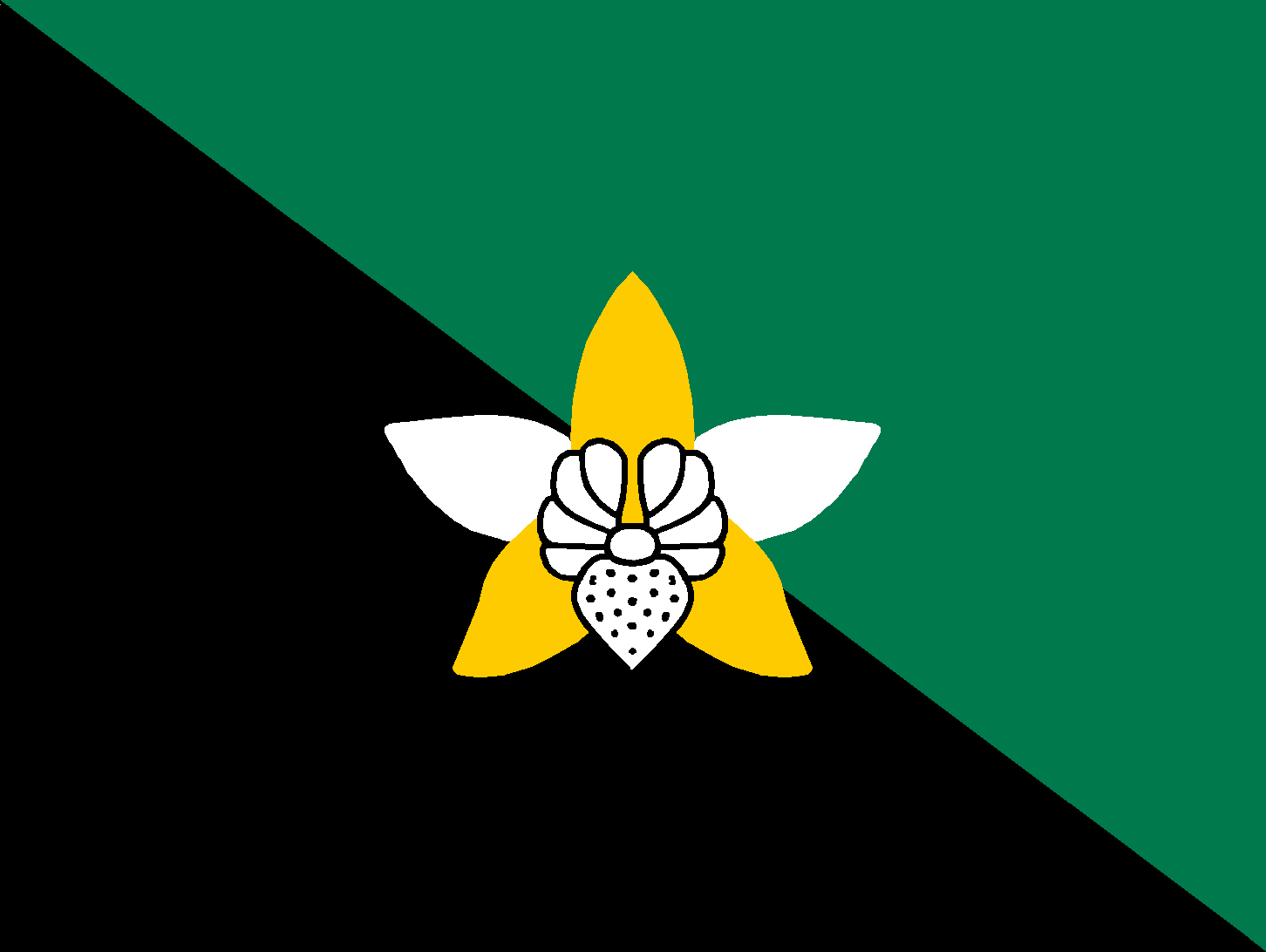
엥가족의 기
손소롤인의 기
토비인의 기
야프인의 기
코스라에인의 기
추크인의 기
폰페이인의 기
투발루인의 기

## 같이 보기
- 미승인 국가의 국기 목록
- 국기
- 옛 국기 목록
- 해적기 목록
- 국기 목록
- 역사적 깃발